# Brassiceae
Tribu
Les Brassiceae sont une tribu de plantes dicotylédones de la famille des  Brassicaceae, qui compte une cinquantaine de genres.

## Liste des genres
Selon NCBI (31 mars 2019) :
- Ammosperma Hook.f.
- Brassica L., 1753
- Brassica × Raphanus
- Cakile Mill.
- Carrichtera DC.
- Ceratocnemum Coss. & Balansa
- Coincya Rouy
- Cordylocarpus Desf.
- Crambe
- Crambella Maire
- Didesmus Desv., 1815
- Diplotaxis DC., 1821
- Douepea Cambess.
- Enarthrocarpus Labill.
- Eremophyton Beg.
- Eruca Mill.
- Erucaria Gaertn., 1791
- Erucastrum C.Presl
- Euzomodendron Coss.
- Fezia Pit. ex Batt.
- Foleyola Maire
- Fortuynia Shuttlew. ex Boiss., 1842
- Guiraoa
- Hemicrambe Webb
- Henophyton Coss. & Durieu
- Hirschfeldia Moench, 1794
- Kremeriella Maire
- Moricandia DC.
- Morisia
- Muricaria Desv.
- Nasturtiopsis Boiss.
- Orychophragmus Bunge, 1833
- Otocarpus Durie
- Physorhynchus Hook.f.
- Pseuderucaria O.E.Schulz
- Psychine Desf.
- Raffenaldia Godr.
- Raphanus L.
- Rapistrum Crantz
- Rytidocarpus Coss., 1889
- Savignya DC.
- Schouwia DC.
- Sinalliaria X.F.Jin, Y.Y.Zhou & H.W.Zhang, 2014
- Sinapidendron Lowe
- Sinapis L.
- Succowia Medik.
- Trachystoma O.E.Schulz, 1916
- Vella Boleum Desv., 1815
- Zilla Forssk., 1775